# أريلا صن داون
أريلا صن داون هي رواية أطفال صدرت عام 1976 من تأليف فيرجينيا هاميلتون وتدور حول تجارب حياة أريلا، وهي فتاة صغيرة من أصل أفريقي أمريكي وهندي أمريكي.

## الاستقبال
ذكرت مراجعة لأريلا صن داون في أفضل كتب الأطفال: دليل جامعة شيكاغو لأدب الأطفال، 1973-1978 أن "هاميلتون عبقرية في الكلمات؛ بمجرد أن يعتاد القارئ على النمط، يسمع جودة الغناء. ما هو رائع في القصة "عمق ودقة تصوير المؤلفة للمراهق الشاب، والتوصيف الرائع، والتأثير الدرامي لبعض الأحداث."  وجدت مارغريت بيرنيس سميث بريستو التي كتبت عن هاميلتون في رفيق أكسفورد الموجز للأدب الأمريكي الأفريقي، أن "استخدامها لتيار غير تقليدي من الوعي واللغة في أريلا صن داون (1976) جدير بالملاحظة أيضًا." 
تمت مراجعة أريلا صن داون أيضًا بواسطة تقييمات كيركس  وجمعية أدب الأطفال الفصلية  والمجلة الإنجليزية ومجلة سكول لايبراري جورنال.